# Alaszka megyéinek listája
Ez a lista Alaszka állam megyéit sorolja fel.

## A lista
| Név                          | Főváros          | Alapítása            | Névadó                  | Terület (km²) | Kép | Helyjelölő térkép |
| ---------------------------- | ---------------- | -------------------- | ----------------------- | ------------- | --- | ----------------- |
| Aleutians East megye         | Sand Point       | 1986                 | Aleut-szigetek          | 38880         |     |                   |
| Anchorage önkormányzat       | Anchorage        |                      |                         |               |     |                   |
| Bristol Bay megye            | Naknek           | 1962                 | Bristol-öböl            | 2299          |     |                   |
| City and Borough of Juneau   |                  |                      |                         |               |     |                   |
| City and Borough of Wrangell |                  |                      |                         |               |     |                   |
| Denali megye                 | Healy            | 1990                 | Denali                  | 33086         |     |                   |
| Fairbanks North Star megye   | Fairbanks        | 1964                 | Fairbanks Sarkcsillag   | 19280         |     |                   |
| Haines megye                 | Haines           | 1968-08-29           | Haines                  | 6070          |     |                   |
| Kenai Peninsula megye        | Soldotna         | 1964-01-01           | Kenai-félsziget         | 64114         |     |                   |
| Ketchikan Gateway megye      | Ketchikan        | 1963-09-06           | Ketchikan               | 4545          |     |                   |
| Kodiak Island megye          | Kodiak           | 1961                 | Kodiak-sziget           | 31141         |     |                   |
| Lake and Peninsula megye     | King Salmon      | 1989                 | Alaszkai-félsziget      | 80049         |     |                   |
| Matanuska-Susitna megye      | Palmer           | 1964                 | Matanuska-Susitna völgy | 65423         |     |                   |
| North Slope megye            | Utqiaġvik        | 1972                 | Alaszka északi lejtő    | 245435        |     |                   |
| Northwest Arctic megye       | Kotzebue         | 1986                 | északnyugat Arktisz     | 105573        |     |                   |
| Petersburg Borough           | Petersburg       | 2013                 | Petersburg              | 3829          |     |                   |
| Sitka City and Borough       | Sitka            |                      |                         |               |     |                   |
| Skagway Municipality         |                  |                      |                         |               |     |                   |
| Unorganized Borough          |                  | 1961                 |                         | 969318        |     |                   |
| Wrangell                     | No/unknown value | 1834 1903 2008-05-30 | Ferdinand von Wrangel   | 8966.715387   |     |                   |
| Yakutat City and Borough     |                  |                      |                         |               |     |                   |